# Эрве (Франция)
Эрве́ (фр. Errevet) — коммуна во Франции, находится в регионе Франш-Конте. Департамент — Верхняя Сона. Входит в состав кантона Шампанье. Округ коммуны — Люр.
Код INSEE коммуны — 70215.

## География
Коммуна расположена приблизительно в 360 км к востоку от Парижа, в 75 км северо-восточнее Безансона, в 50 км к востоку от Везуля.

## Население
| Год  | Численность | Численность |
| ---- | ----------- | ----------- |
| 2013 | 254         |             |
| 2015 | 251         | [ 7 ]       |
| 2016 | 262         | [ 8 ]       |
| 2017 | 248         | [ 9 ]       |
| 2018 | 247         | [ 10 ]      |
| 2019 | 244         | [ 11 ]      |
| 2020 | 242         | [ 12 ]      |
| 2021 | 246         | [ 13 ]      |
| 2022 | 258         | [ 4 ]       |

## Экономика
В 2010 году среди 163 человек трудоспособного возраста (15—64 лет) 109 были экономически активными, 54 — неактивными (показатель активности — 66,9 %, в 1999 году было 70,0 %). Из 109 активных жителей работали 101 человек (50 мужчин и 51 женщина), безработных было 8 (4 мужчины и 4 женщины). Среди 54 неактивных 13 человек были учениками или студентами, 23 — пенсионерами, 18 были неактивными по другим причинам.

## Фотогалерея
- Церковь
- Карта коммуны